# Avet de Fraser
L'avet de Fraser (Abies fraseri) és una espècie de conífera de la família de les pinàcies endèmica de l'est dels Estats Units. És una espècie en perill d'extinció, a causa del seu declivi induït per una plaga introduïda al seu hàbitat natural.

## Etimologia
- fraseri: epítet llatinitzat en honor de John Fraser (1750-1811), botànic escocès que recol·lectà diverses espècies de plantes de l'est d'Amèrica del Nord, entre els quals Abies fraseri; i més endavant importà i cultivà a Europa.[4]

## Descripció
Faneròfit de mida petita, ateny els 10-15 metres d'alçada i normalment el tronc no ultrapassa els 50 cm de diàmetre a l'altura del pit. Té una copa cònica, amb branques horitzontals o inclinades fins a 40º a la part superior del tronc; el brancatge és dens quan és jove, però la copa es torna oberta en envellir. El tronc té una fina i llisa escorça de color gris que amb el temps esdevé escamosa i fàcil de despendre. Els branquillons són de color marró groguenc, lleugerament rugosos o llisos i densament coberts de pèls rojos, aquest fet el fa característic i és un bon tret per poder-lo identificar i diferenciar-lo d'altres espècies d'avets o pícies. El fullatge té una aroma intensa de trementina. Les acícules (fulles) fan d'1 a 2 cm de llarg per 2 mm d'ampla, són de color verd fosc i tenen una àpex dentat o acuminat. Al revers de la fulla es caracteritza per tenir dues línies blanquinoses com la majoria d'avets. Els cons pol·línics són relativament petits, de fins 1 cm de llargada i de color groc i roig quan són madurs. Apareixen a la part baixa de les branques. Els cons femenins són ascendents, fan de 3,5 a 6 cm de llargada i de 2,5 a 4 cm d'amplada i tenen una coloració porpra o marró quan són madurs.

## Ecologia i distribució

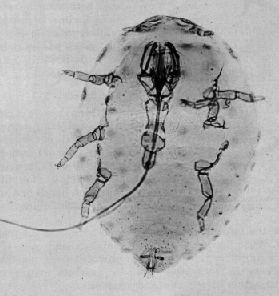
Exemplar adult dAdelges piceae

És una espècie nativa dels Estats Units, en concret és endèmica del sud-est dels Apalatxes, als estats de Virgínia, Carolina del Nord i Tennessee. Habita l'estatge montà, normalment en vessants obacs (nord) dels 1.200 als 2.000 metres d'altitud, sobre sòls àcids, ben drenats i de textura sorrencollimosa. Creix en zones de clima humit (850 - 2000 mm. de precipitació), d'estius frescos i hiverns freds, amb una elevada precipitació en forma de neu. Habitualment forma boscos boscos mixtos, amb altres coníferes com la pícea roja del Canadà (Picea rubens), Tsuga caroliniana o frondoses caducifòlies com Betula alleghaniensis, Betula papyrifera, Acer saccharum, Sorbus americana o Fraxinus caroliniana. El seu pobre sotabosc es dominat per espècies d'ericàcies i grans tapissos de molsa, en especial d'Hylocomium splendens També pot formar boscos purs, sovint en els punts més exposats i alts de les muntanyes.
Aquesta espècie està en perill d'extinció i en declivi degut a una plaga d'una espècie d'àfid (Adelges piceae) invasor. Aquest insecte originari d'Europa va ser introduït a Amèrica a principis dels segle xx, i el 1957 va arribar als Apalatxes meridionals, d'on A. fraseri n'és autòcton. Des d'aleshores ha causat la mort de milions d'individus d'aquesta espècie i es creu que la població s'ha reduït en un 80%. La causa de la mortalitat fulminant d'aquest insecte es dona perquè perfora l'escorça i s'alimenta del càmbium de l'arbre, bloquejant el flux de saba i del xilema. L'elevada mortalitat dels exemplars adults contrasta amb la ràpida regeneració sota coberta d'exemplars joves, que en principi no es veuen afectats per la plaga, en part per què les condicions de l'escorça no hi són propícies per aquesta espècie d'àfid. Tanmateix si aquests exemplars arriben a l'edat adulta, esdevenen susceptibles a l'atac. Aquest fet fa que actualment la supervivència de l'espècie en el seu hàbitat natural sigui incerta.

## Galeria d'imatges

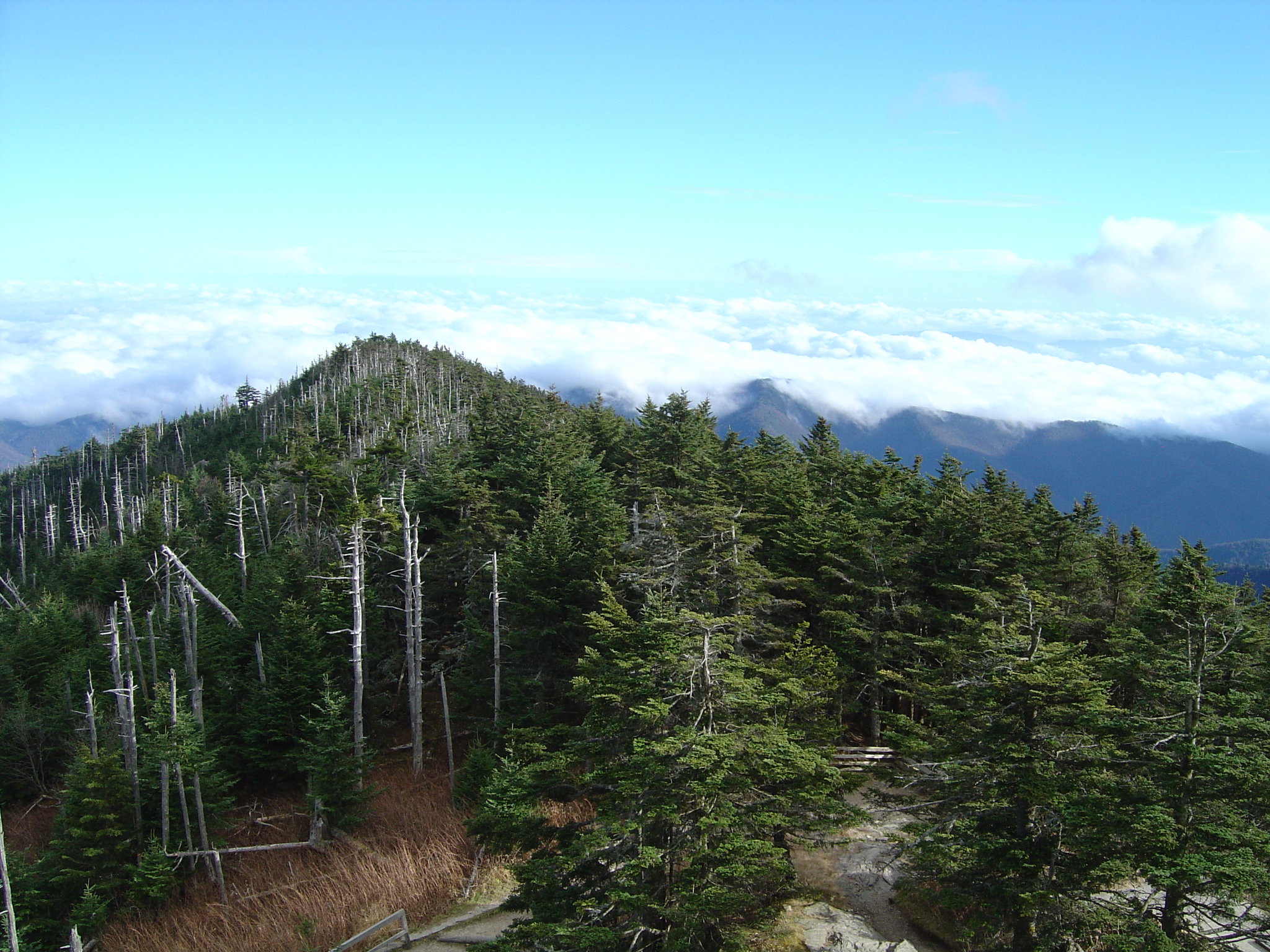
Avetosa d'Abies fraseri afectada per una plaga.
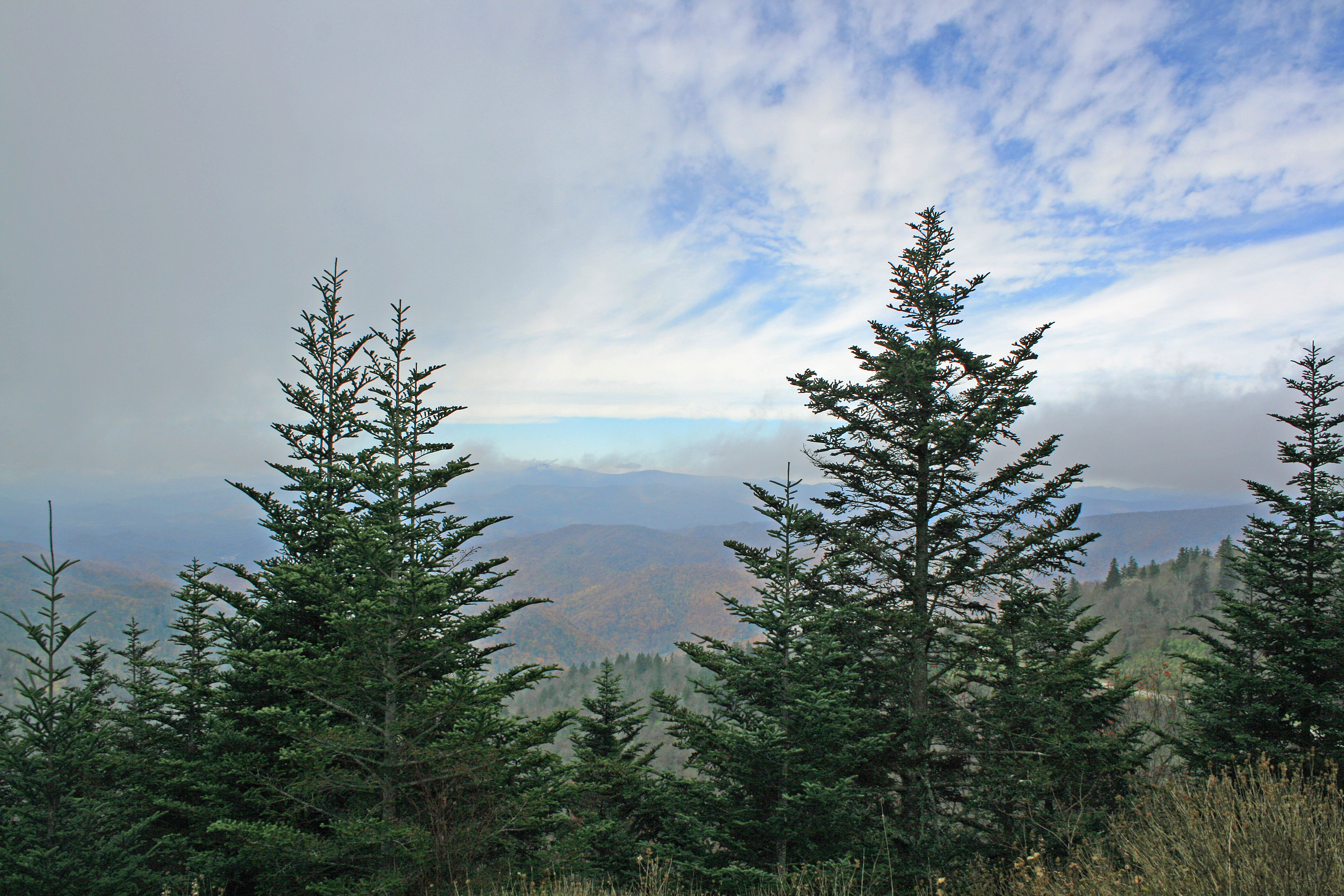
Exemplars joves
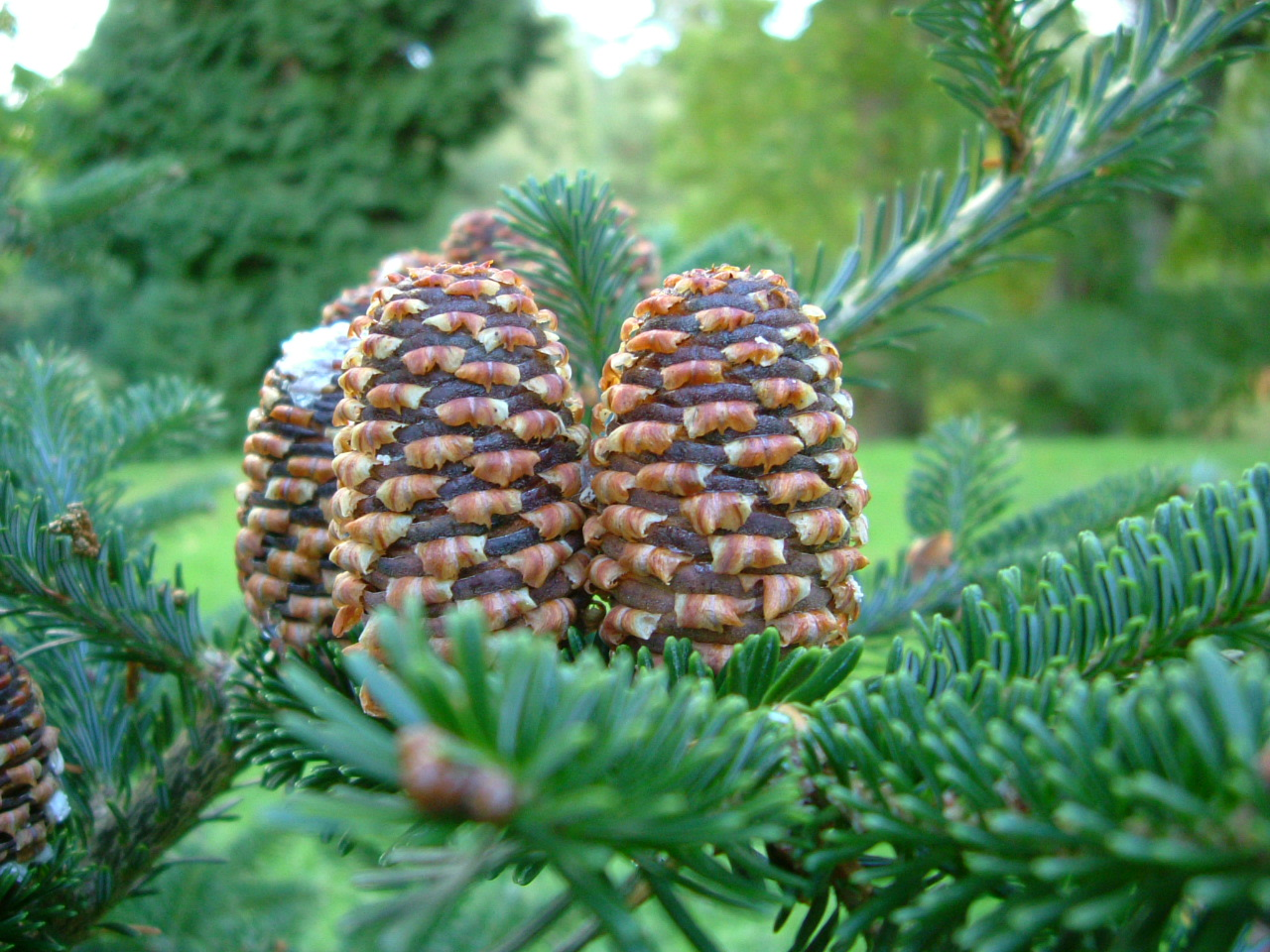
Detall dels cons
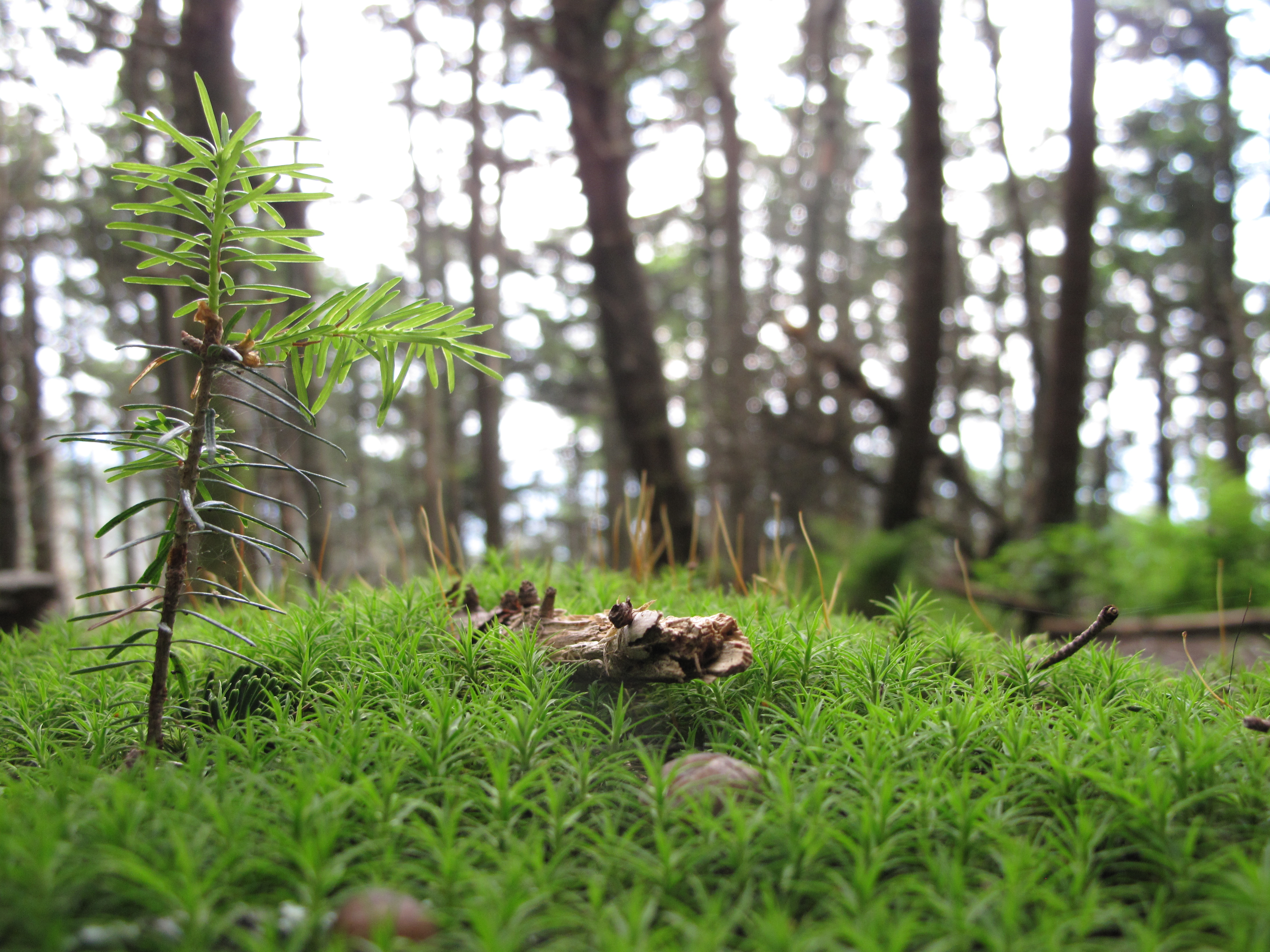
Plançó
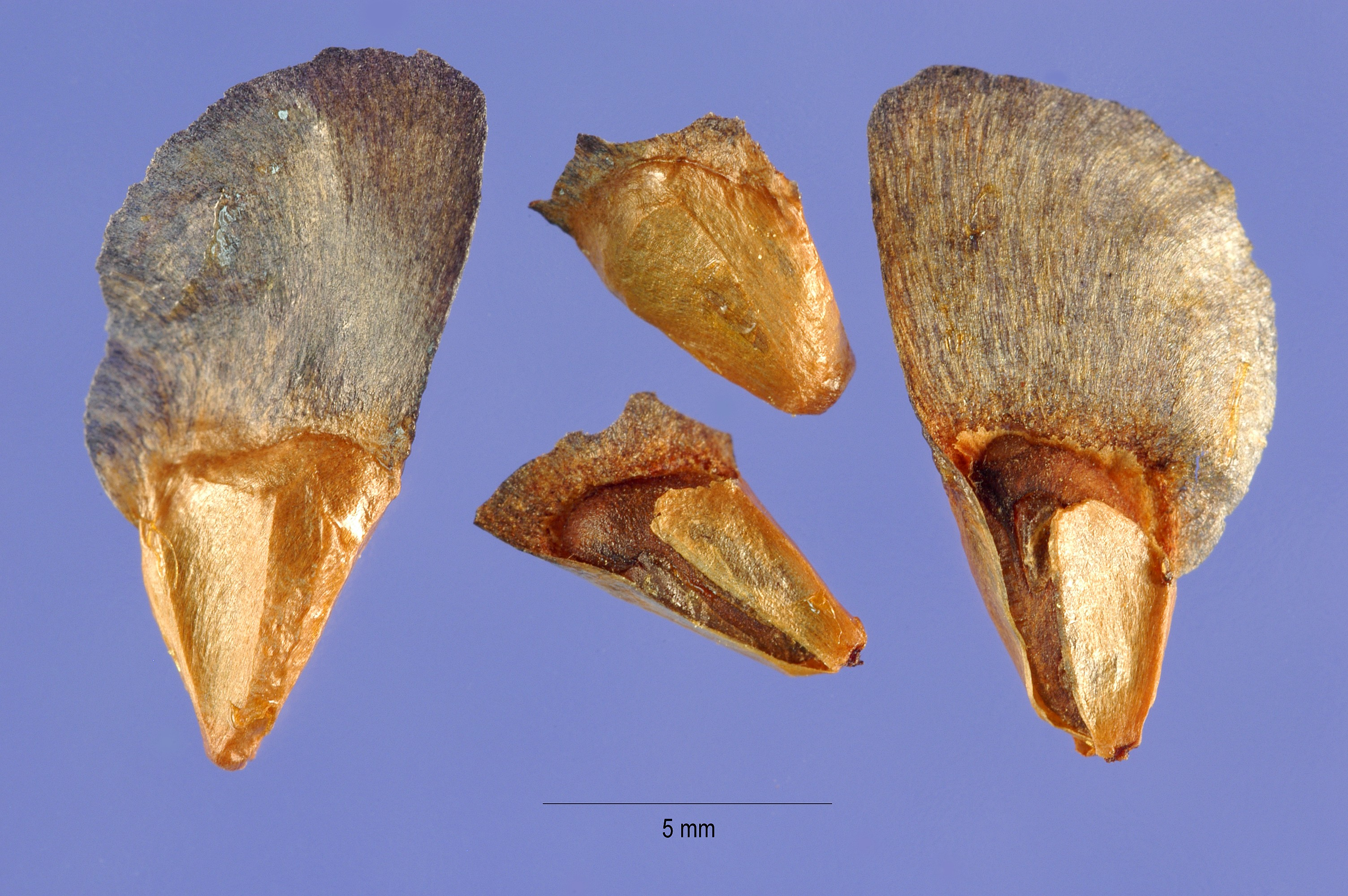
Llavors
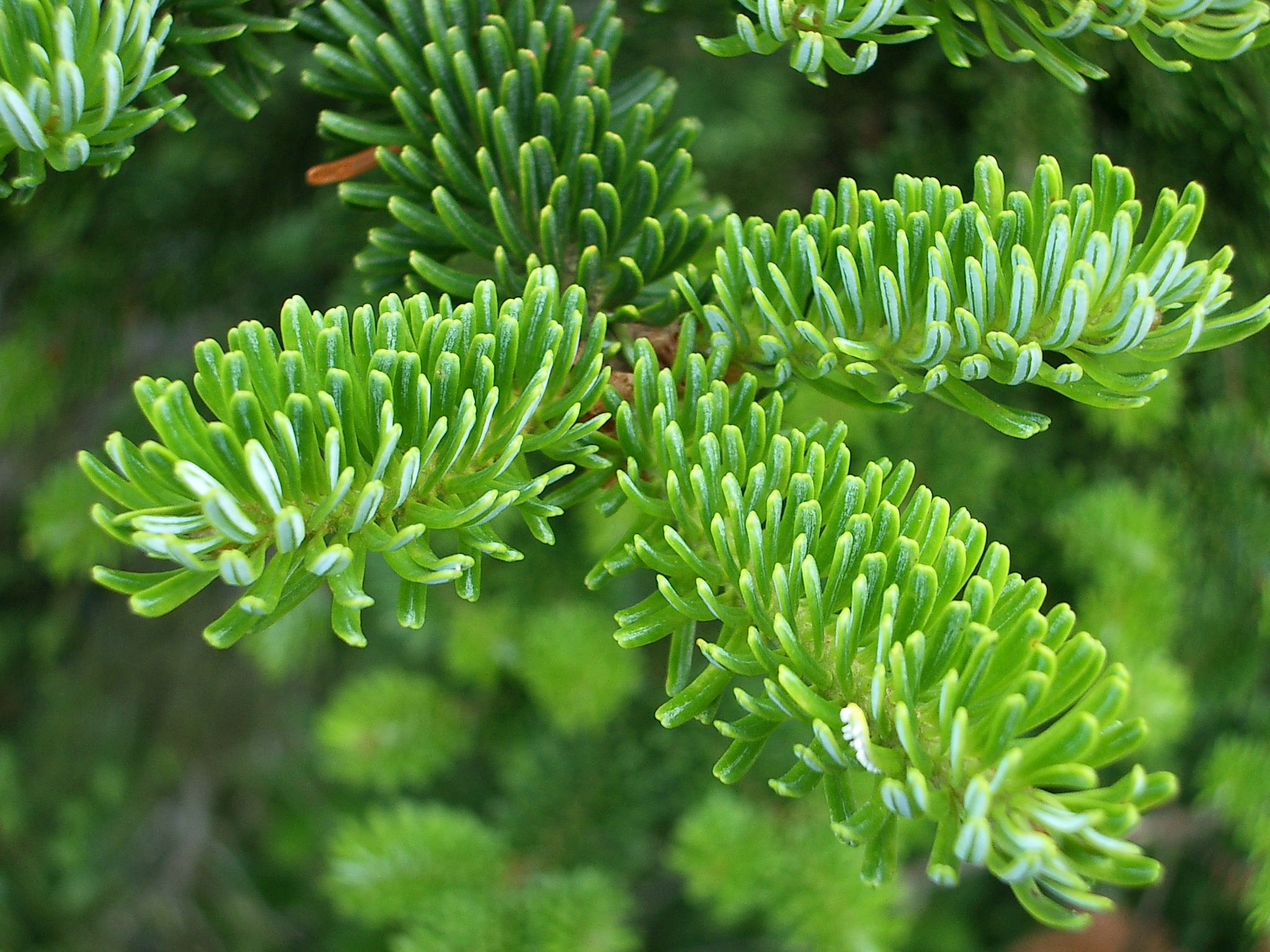
Fullatge